# هت سولفور سبرينغز (كولورادو)
هت سولفور سبرينغز (بالإنجليزية: Hot Sulphur Springs, Colorado)‏ هي بلدة تقع في مقاطعة غراند، كولورادو بولاية كولورادو في الولايات المتحدة. تأسست عام 1860، تبلغ مساحتها 2 (كم²)، وترتفع عن سطح البحر 2341 م، بلغ عدد سكانها 521 نسمة في عام 2000 حسب إحصاء مكتب تعداد الولايات المتحدة وتصل الكثافة السكانية فيها 260.5 نسمة/كم2.

## وصلات خارجية
- The US50 - Cities and Towns in Colorado State
- Colorado Cities and Towns, Facts, Map, Flag, Colleges, Government, and More